# 三星寺水库
三星寺水库是中国湖北省宜昌市当阳市境内的一座水库，位于漳河支流上，建于1973年。水库正常库容为1140万立方米，集雨面积为8.9平方千米，海拔为72米。